# Gary Carr
Gary Carr (nacido el 11 de diciembre de 1986) es un actor, bailarín, cantante y músico inglés. Ha tenido papeles principales en la serie de televisión de la BBC Death in Paradise y en la serie de televisión estadounidense The Deuce. También es conocido por interpretar al cantante de jazz estadounidense Jack Ross en el drama histórico de ITV Downton Abbey.

## Educación
Carr comenzó a entrenarse en el Teatro Nacional de Música Juvenil de Gran Bretaña, luego se formó en las Escuelas de Educación Artística de 2003 a 2005, y luego en la Academia de Música y Arte Dramático de Londres de 2005 a 2008 con una beca de Leverhulme Trust.

## Filmografía

### Cine
| Año  | Título      | Papel        | Notas      |
| ---- | ----------- | ------------ | ---------- |
| 2009 | Klink Klank | Dean         | Short film |
| 2014 | Last Days   | Gabriel      | Short film |
| 2015 | Caesar      | Decius       |            |
| 2019 | Bolden      | Buddy Bolden |            |
| 2019 | 21 Bridges  | Hawk         |            |

### Televisión
| Año       | Título                  | Papel                  | Notas                           |
| --------- | ----------------------- | ---------------------- | ------------------------------- |
| 2009      | Holby City              | Devon Frost            | Episodio: "Truth and Mercy"     |
| 2009      | Law & Order: UK         | PC Wheeler             | Episodio: "Community Service"   |
| 2010      | National Theatre Live   | Mau                    | Episode: "Nation"               |
| 2010      | Foyle's War             | Paul Jennings          | Episode: "Killing Time"         |
| 2011      | Frankenstein's Wedding  | Giles                  | TV movie                        |
| 2011      | Planet of the Apemen    | Jala                   | Episodio: "Neanderthal"         |
| 2011–2014 | Death in Paradise       | Fidel Best             | 24 episodes                     |
| 2012      | Silent Witness          | Myers, Clerical Worker | 4 episodes                      |
| 2012      | Inspector George Gently | Joseph Kenny           | Episode: "Gently Northern Soul" |
| 2013      | Bluestone 42            | Millsy                 | 8 episodes                      |
| 2013      | Downton Abbey           | Jack Ross              | 4 episodios                     |
| 2017–2018 | The Deuce               | C.C.                   | 16 episodios                    |
| 2019      | The Good Fight          | Himself                | 2 episodios                     |
| 2019      | Modern Love             | Jeff                   | 2 episodios                     |
| 2020      | Trigonometry            | Kieran                 | Miniseries                      |
| 2022      | The Peripheral          | Wilf Netherton         | 8 episodios                     |